# Leslie Lievesley
Leslie Lievesley (ur. 23 czerwca 1911 w Staveley, zm. 4 maja 1949 na wzgórzu Superga, Włochy) – angielski piłkarz, grający na pozycji obrońcy, trener piłkarski.

## Kariera piłkarska
W 1929 rozpoczął karierę piłkarską w Doncaster Rovers. Latem 1932 został zaproszony do Manchesteru United. Zagrał tylko 2 mecze, dlatego w marcu 1933 odszedł do Chesterfieldu. Następnie występował przez 4 lata w Torquay United. W 1937 przeniósł się do Crystal Palace, w którym zakończył karierę piłkarza w roku 1939.

## Kariera trenerska
Po zakończeniu kariery piłkarskiej rozpoczął karierę szkoleniową. Najpierw w sezonie 1946/47 prowadził holenderski klub Heracles Almelo. Potem pomagał trenować reprezentacje Holandii oraz Włoch.
Latem 1948 roku stał na czele Torino FC, był jednym z twórców najbardziej znanych cudów włoskiego futbolu Turyńskiego zespołu, nazwanego później Grande Torino (Wielkie Torino). Lievesley (jako trener) wraz z Węgrem Ernestem Erbsteinem (jako dyrektor techniczny) wspólnie kierowały zespołem w sezonie 1948/49.

## Śmierć
4 maja 1949 roku na wzgórzu Superga w okolicach Turynu doszło do katastrofy lotniczej samolotu na pokładzie z wracającymi z towarzyskiego meczu z Benficą piłkarzami Torino na pokładzie. Zginęli wszyscy pasażerowie, niemal cała drużyna, w tym Leslie Lievesley.

## Sukcesy i odznaczenia

### Sukcesy trenerskie
Torino
- mistrz Włoch: 1948/49